# Santa María de Huerta
Santa María de Huerta är en kommun i Spanien.   Den ligger i provinsen Provincia de Soria och regionen Kastilien och Leon, i den centrala delen av landet, 160 km nordost om huvudstaden Madrid. Antalet invånare är 352.